# جوري سميث
جوري سميث (بالإنجليزية: Jori Smith)‏‏ (1907 - 2005 ) رسامة من كندا.